# McKey Sullivan
 Brittany "McKey" Sullivan, ameriški fotomodel, * 9. september 1988, Lake Forest, Illinois, ZDA.
McKey je znana kot zmagovalka 11. sezone resničnostnega šova America's Next Top Model (Ameriški super model). Zmaga ji je prinesla pogodbo z modno agencijo Elite Model Management in kozmetično hišo CoverGirl ter fotografiranje za revijo Seventeen. McKey je zmago odlično izkoristila, dobila je ogromno služb v svetu mode in se celo preselila v Pariz. Prvič je srečo poskusila že v deveti sezoni, a ji ni uspelo priti niti do polfinala.